# سوره-یانی
سوره-یانی (به استونیایی: Suure-Jaani) یکی از شهرک‌های کشور استونی است.
این شهرک در سال ۲۰۱۱ میلادی ۱٬۰۳۹ نفر جمعیت داشته است.

## نگارخانه

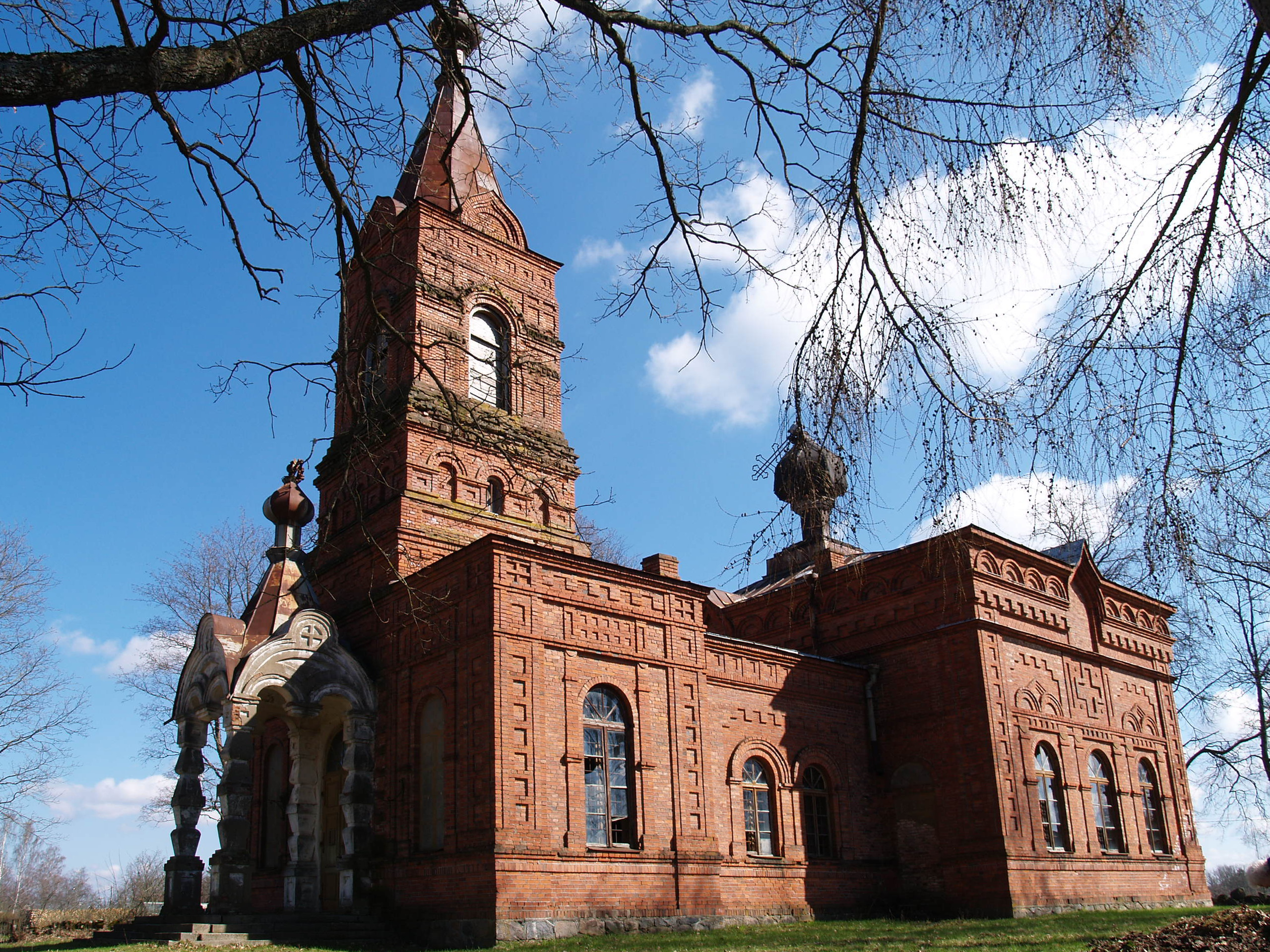
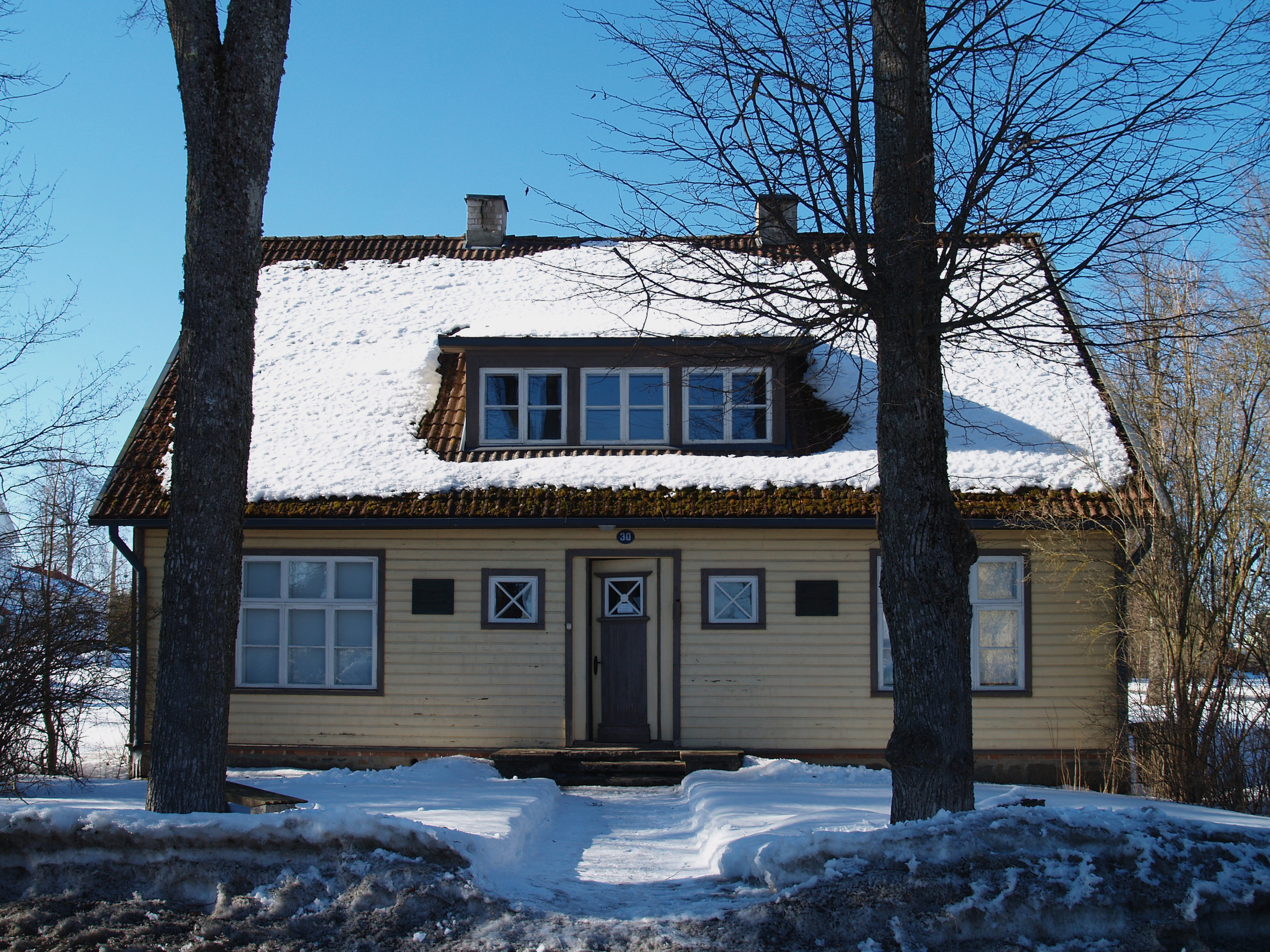
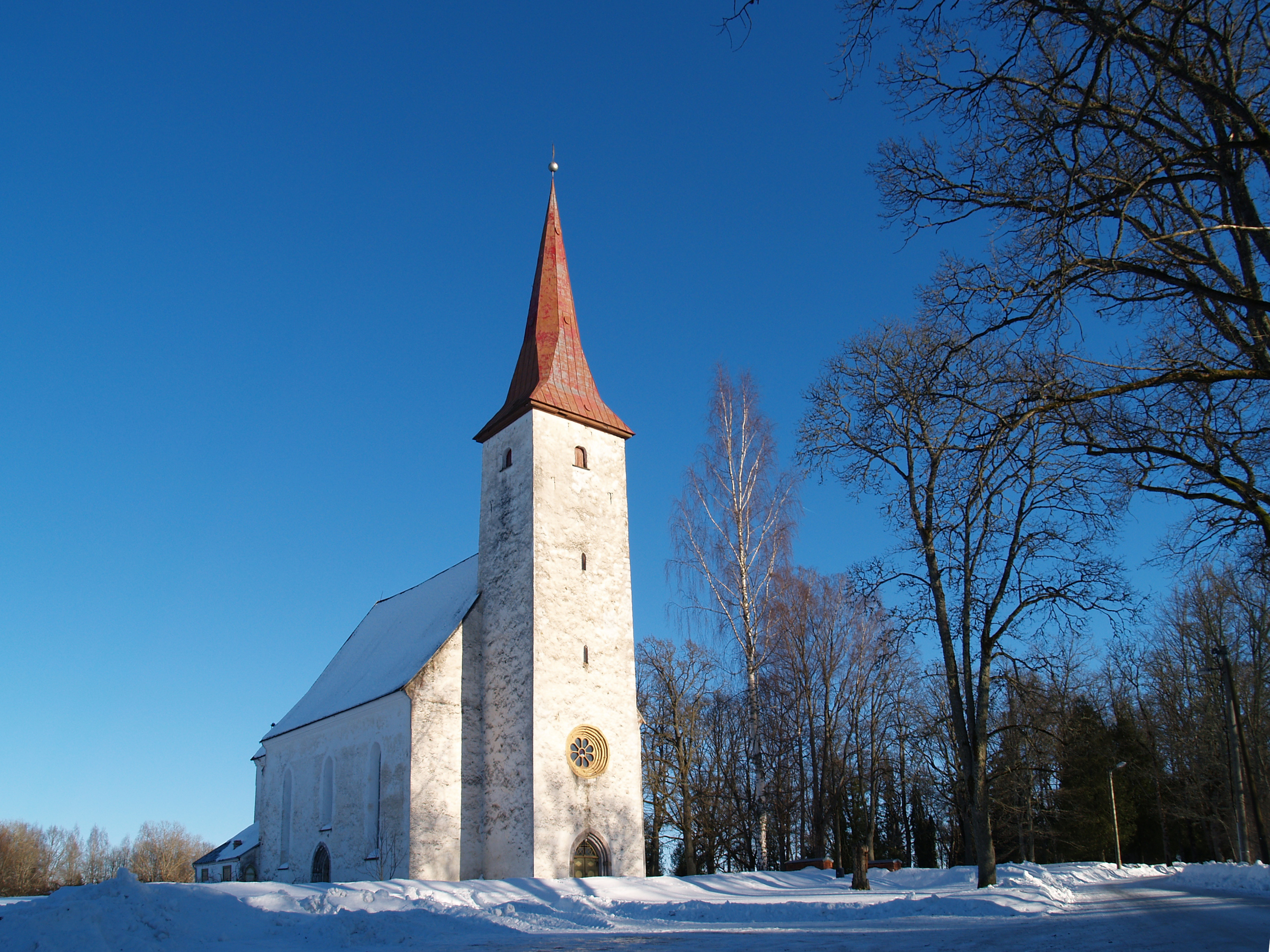
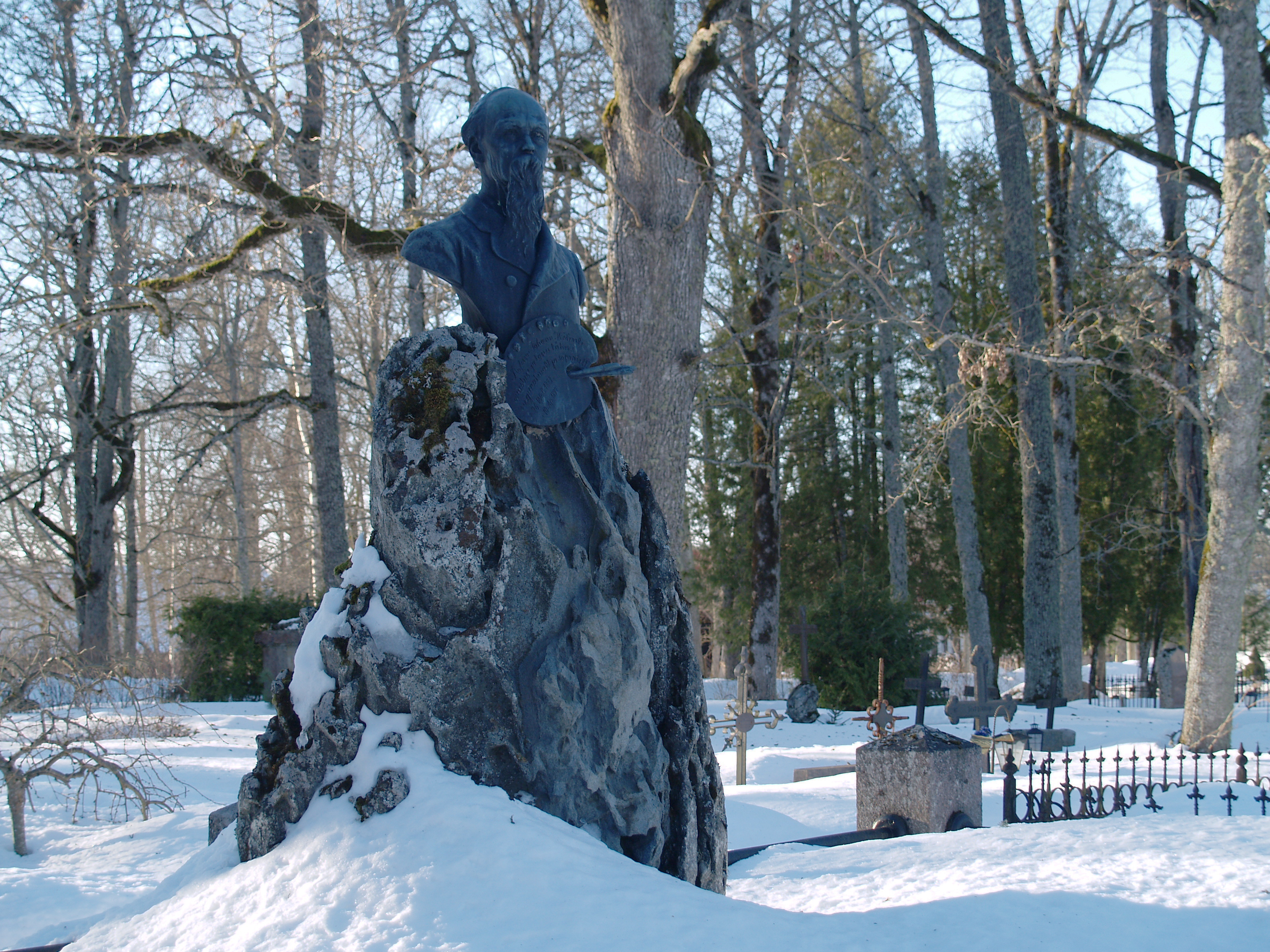